# Ruslan Adžindžal
Ruslan Alekseevič Adžindžal (in russo Руслан Алексеевич Аджинджал?; Sukhumi, 22 giugno 1974) è un allenatore di calcio, dirigente sportivo ed ex calciatore russo, di ruolo centrocampista.

## Biografia
È il fratello gemello di Beslan Adžindžal, anch'egli calciatore.